# Ziegelhüttenbach (Biber)
Der Ziegelhüttenbach ist ein rund 1,8 Kilometer langer linker Nebenfluss der Biber im Kanton Schwyz.

## Geographie

### Verlauf
Der Ziegelhüttenbach entspringt aus einer Quelle am Südhang des Morgartenbergs auf dem Gebiet der Schwyzer Gemeinde Sattel. Die Quelle liegt in einer von Westen gegen Osten absinkenden Runse im Alpgebiet Unterer Morgarten und nördlich der Siedlung Sonnenberg. Der Bach fliesst kurz nach der Quelle über die Gemeindegrenze und sinkt einen Kilometer weit gegen Osten durch das steile, im unteren Abschnitt bewaldete Tälchen. Bei der Ortschaft Biberegg erreicht er den Talboden südlich von Rothenthurm. Er fliesst westlich der Landstrasse mit geringem Sohlgefälle gegen Norden, nimmt im offenen, flachen Land vier Nebenbäche auf und mündet am südlichen Ortsrand von Rothenthurm von links in die von Südosten kommende Biber.

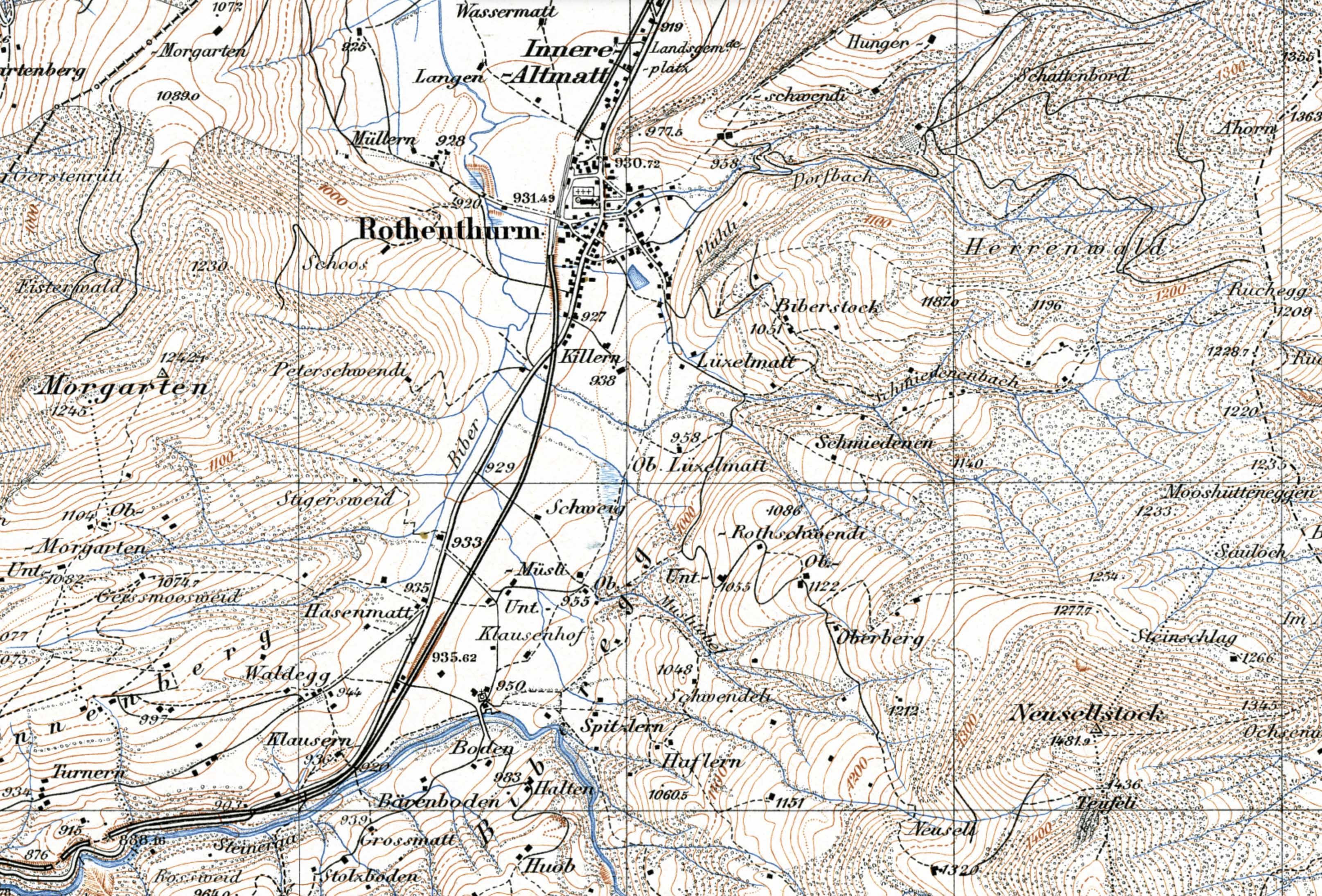
Alte Darstellung des Gewässernetzes im Quellgebiet der Biber (Siegfriedkarte der Schweiz, Blatt 244, 258, um 1940)

Bis zur ersten Hälfte des 20. Jahrhunderts bezeichnete die Landeskarte der Schweiz den Bach als Oberlauf und Quellbach der Biber.

### Einzugsgebiet
Das 2,59 km² grosse Einzugsgebiet des Ziegelhüttenbachs liegt in den Schwyzer Alpen und wird durch ihn über die Biber, die Alp, die Sihl, die Limmat, die Aare und den Rhein zur Nordsee entwässert. Das Einzugsgebiet erstreckt sich quer über das Tal oberhalb von Rothenthurm, vom Morgartenberg im Westen bis zum Nüsellstock im Osten.
Es grenzt
- im Osten an die Einzugsgebiete des Hürlisbachs und des Eigenbachs, die in die Alp münden;
- im Süden an das Einzugsgebiet der Steiner Aa, die über die Muota und die Reuss in die Aare entwässert;
- im Südwesten an das des Trombachs, der über den Ägerisee und die Lorze in die Reuss entwässert;
- im Nordwesten an das des Dächmenbachs, der in den Ägerisee mündet und
- im Norden an das der Biber.

Es besteht zu 26,5 % aus bestockter Fläche, zu 67,3 % aus Landwirtschaftsfläche, zu 4,0 % aus Siedlungsfläche und zu 2,1 % aus unproduktiven Flächen.
Die Flächenverteilung
Die mittlere Höhe des Einzugsgebietes beträgt 1087,2 m ü. M.

### Zuflüsse
- namenloser Bach (links, von den Alpsiedlungen Morgarten)
- namenloser Bach (links, von der Stygersweid)
- Schorenbach (rechts), 2,0 km
- Rössliweidbach (links), 0,9 km